# Orchestrola
Orchestrola var ett tyskt skivmärke som startades av engelska Vocalion 1928. Därefter följde en mängd ägandebyten tills etiketten lades ner 1933.
Skivorna var i storlekarna 20 och 25 cm och använde samma täta gravering som Vocalions engelska etikett, Broadcast. En 20 cm skiva uppgavs ha samma speltid som en 25 cm skiva och en 25 cm samma som en 30 cm skiva. Genom en rad invecklade företagsombildningar kom märket att stå nära Ultraphon.
I Sverige representerades såväl Orchestrola som Ultraphon av AB Orchestrola, som var en efterföljare till svenska Vox. Inspelningschef var Georg Enders. Inspelningar gjordes bara två gånger i Sverige, övriga i Berlin. Sedan de sista skivorna givits ut 1933, fann AB Orchestrola skivmarknaden olönsam och övergick till att bli en kravattfabrik.